# Нивел
 Тази статия е за града в Белгия.  За окръга вижте Нивел (окръг).  
Нивел (на френски: Nivelles) е град в Централна Белгия, административен център на окръг Нивел на провинция Валонски Брабант. Населението му е около 24 300 души (2006).

## География
Нивел включва няколко подобщини – Болер, Борнивал, Монстрьо, Нивел и Тин.

## История
Нивел води началото си от Меровингската епоха, когато през първата половина на VII век майордомът на Австразия Пипин Ланденски възстановява там съществувала по-рано римска вила. След неговата смърт през 640 година вдовицата му света Ита превръща имението в женски манастир, първа игуменка на който става Гертруд, по-късно канонизирана и приета за патрон на манастира.
След разпадането на Франкската империя, Нивел става част от херцогството Брабант, васално на Свещената Римска империя. През този период манастирът привлича все повече поклонници и притежава земи в цяла Нидерландия. През 1046 година в присъствието на император Хайнрих III е осветена манастирската църква „Света Гертруд“, която съществува и днес.
Около манастира постепенно се оформя град с предимно занаятчийско население, който през XIV век получава общинска автономия от херцогиня Йохана Брабантска. През 1647 година в Нивел избухва въстание на тъкачите, след което много видни граждани се изселват във Франция, предизвиквайки стопански упадък на града. През този период Нивел е тежко засегнат и от войните между Франция и Испания.
През 1830 година жителите на Нивел се включват активно в Революцията, довела до създаването на независима Белгия. През следващите десетилетия градът е обхванат от индустриализацията с изграждането на металургичен завод и железопътна линия. Нивел е тежко засегнат от бомбардировки по време на Втората световна война, като църквата е почти напълно разрушена и възстановяването ѝ е завършено едва през 1984 година.

## Управление
Нивел е административен център на едноименния окръг, който обхваща цялата територия на провинция Валонски Брабант.

## Култура
Манастирската църква „Света Гертруд“ е категоризирана като главен паметник на културата във Валония.